# Balaban (instrument azer)
Balaban, sau balaman  (azeră balaban) este un instrument de suflat (un fel de fluier)  de aproximativ 35 cm lungime, cu opt găuri de deget și o gaură de deget mare. Balabanul, unul dintre instrumentele antice de suflat, este răspândit în toate regiunile azere, inclusiv în Azerbaidjanul iranian. 
Balabanul poate fi făcut din lemn de dud sau alte esențe mai dure, cum ar fi cea de nuc. Găurile sunt de aproximativ 1,5 cm în diametru. Muștiucul dublu este realizat dintr-un singur tub de trestie de aproximativ 6 cm lungime și aplatizat la un capăt. Interpretul folosește aerul adunat în obraji pentru a continua să cânte din balaban în timp ce inspiră aer în plămâni. Această tehnică de respirație „circulară” este frecvent utilizată la toate instrumentele cu dublu muștiuc de acest tip din Orientul Mijlociu.   
Găurile făcute pe tub sunt clasificate după cum urmează: 
| Tonul sonor - sas pardasi | Funcțional | # 1 - primul ton - bash parda            |
| Tonul sonor - sas pardasi | Funcțional | # 4 - ton principal - shah parda         |
| Tonul sonor - sas pardasi | Funcțional | # 6 - ton deschis - achyg parda          |
| Tonul sonor - sas pardasi | Funcțional | # 8 - ton de jos - ayag parda            |
| Tonul sonor - sas pardasi | Funcțional | spate - tonul din spate - arkha parda    |
| Tonul sonor - sas pardasi | tonal      | # 2 - ton de segah - segah pardasi (1)   |
| Tonul sonor - sas pardasi | tonal      | # 5 - ton de segah - segah pardasi (2)   |
| Tonul sonor - sas pardasi | tonal      | # 7 - ton de mahur - mahur pardasi       |
| Tonul sonor - sas pardasi | Acustic    | spate - ton de echilibru - nizam pardasi |

Muștiucul (gamish, garghy sau dil) din lemn de pipirig care crește într-o zonă aridă este introdus în capătul superior. Se aplatizează și ia forma unui muștiuc dublu. Este legat la un regulator de 60 mm lungime și 10 mm lățime (kharak, boghazlig, boyundurug, ulama, akma) din lemn de salcie sau viță de vie tăiată pe lungime. Muștiucul este apoi fixat de un regulator asemănător cu un guler pe o parte și un pivot de 7-12 mm pe partea cealaltă. Capacul (qapaq, aghizlig, kip, bandă etc) din salcie, alun, corn sau dud este pus pe muștiuc pentru a nu-l deteriora. Este legat de regulator pentru a nu se pierde. 

## Utilizare
În ocazii solemne, precum nunți și ceremonii de sărbători, un cântăreț din balaban este însoțit de un percuționist. Un grup muzical tradițional azer, format din doi cântăreți din balaban și un percuționist se numește balabanchilar dastasi. A fost folosit și în cântecele pastorale și în muzica funerară. Potrivit lui Huseyngulu Sarabski, vânătorii cântau din balaban pentru a atrage prepelițe. Anumite tipuri de balaban sunt utilizate și în muzica <i>ashik</i>. 

## Tradiție
O selecție scurtă de mugham azer cântat din balaban, în interpretarea lui Kamil Jalilov, a fost inclusă pe Discul de Aur atașat navei spațiale Voyager, singura melodie inclusă printre celelalte realizări culturale ale umanității înregistrate pe acel disc   . 

## Galerie

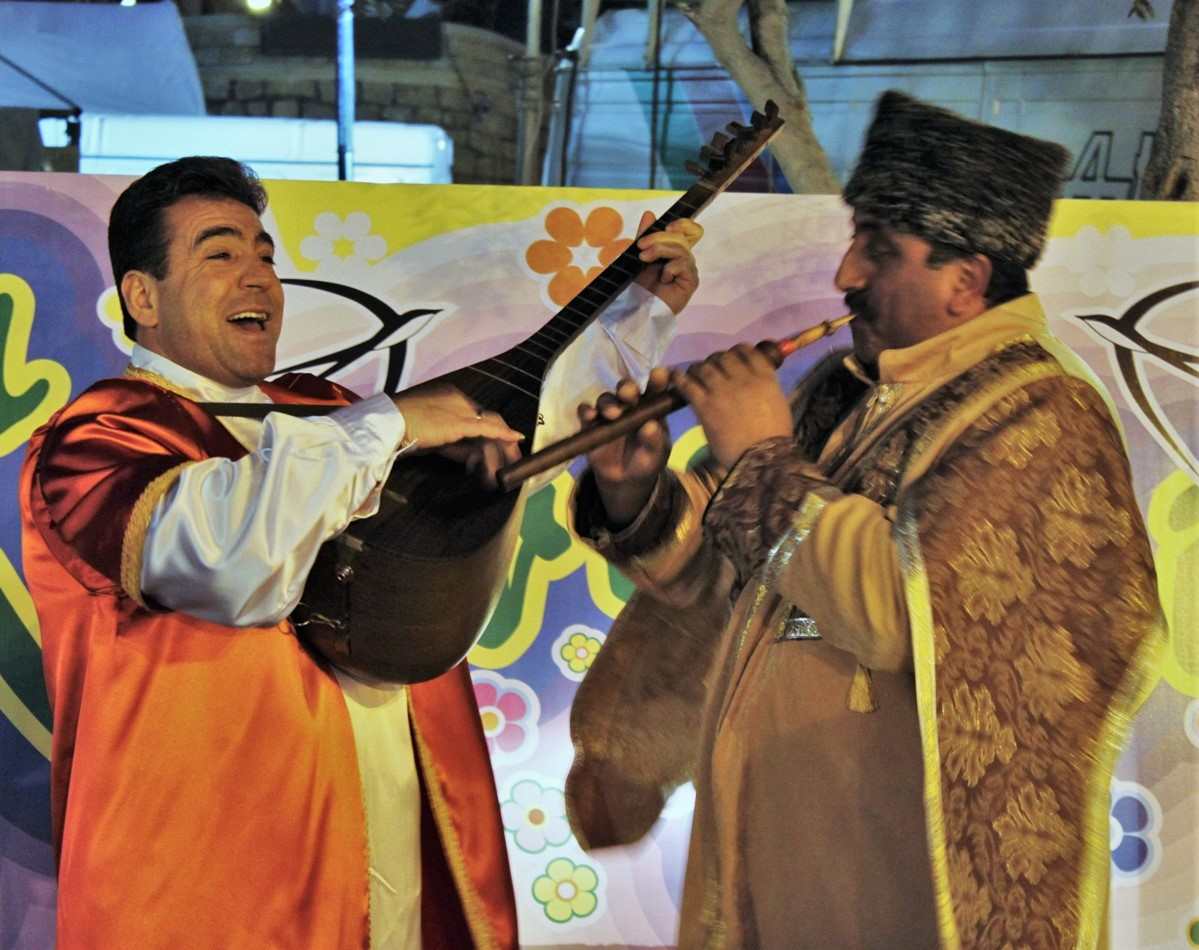
Ashuq cântă din balaban în Baku.
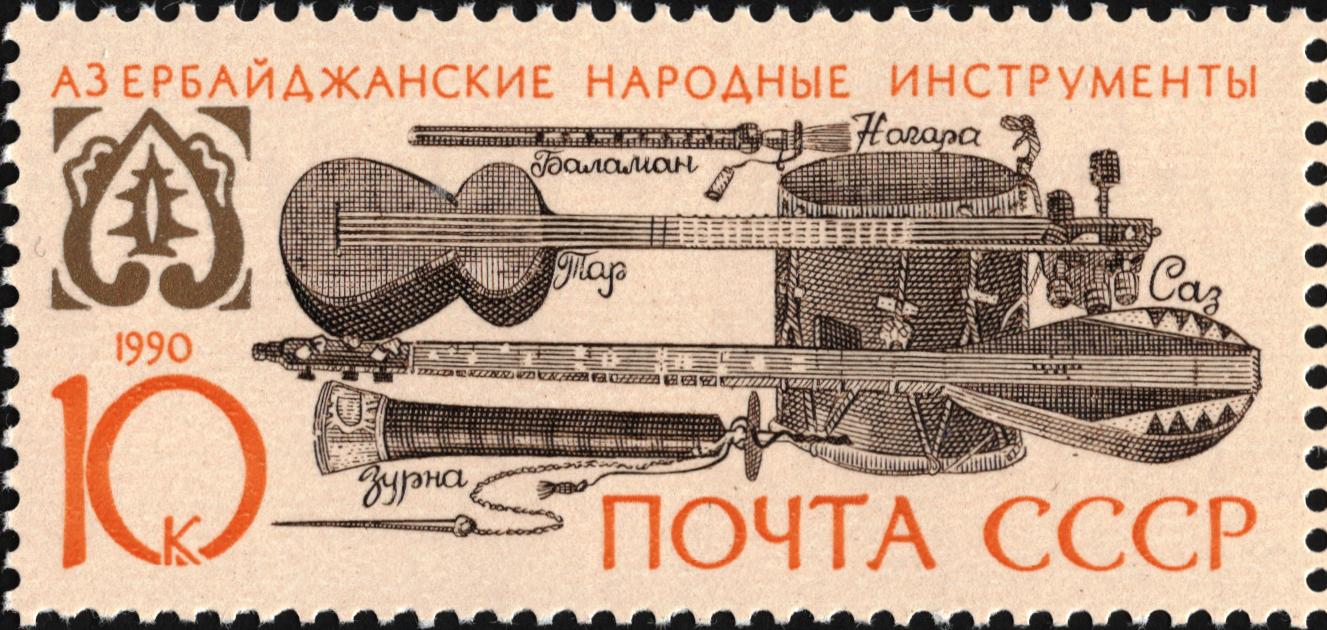
Instrumente muzicale azerbaidjene (inclusiv balaban) pe timbru URSS, 1990.